# ماساتو هاراساکی
ماساتو هاراساکی (انگلیسی: Masato Harasaki؛ زادهٔ ۱۳ اوت ۱۹۷۴) بازیکن فوتبال اهل ژاپن است.